# Wereldkampioenschap rugby 2015
Het achtste wereldkampioenschap rugby 2015 werd gehouden van 18 september 2015 tot en met 31 oktober 2015 in, en georganiseerd door Engeland. Enkele wedstrijden werden ook in Wales gespeeld. De titelhouder was Nieuw-Zeeland, dat vier jaar geleden in de finale Frankrijk versloeg met 9–8.
Op de tweede speeldag won Japan van Zuid-Afrika met 34–32, in wat de grootste verrassing in de geschiedenis van het WK rugby werd genoemd. Een tweede verrassing was de voortijdige uitschakeling van thuisland Engeland. Dit betekende de eerste keer dat Engeland niet de kwartfinale haalde en ook de eerste keer dat het thuisland niet de kwartfinale haalde. Met de uitschakeling van Wales, Frankrijk, Ierland en Schotland in de kwartfinale viel het doek voor alle landen van het Noordelijk halfrond.
In de finale stonden rugbygrootmachten en aartsrivalen Nieuw-Zeeland en Australië tegenover elkaar. De All Blacks van Nieuw-Zeeland wonnen met 34–17 en werden hiermee het eerste team dat de wereldtitel prolongeerde en ook het eerste team dat de titel voor de derde keer won.

## Kandidaten
De volgende vier landen hadden zich kandidaat gesteld voor de organisatie.
- Engeland
- Italië
- Japan
- Zuid-Afrika

Engeland werd gekozen.

## Speelsteden
De speelsteden werden definitief bekendgemaakt op 2 mei 2013. Er zal gespeeld worden in dertien verschillende stadions, verspreid over elf steden. Hoewel het WK enkel werd georganiseerd door de Engelse rugbybond, werd er ook gespeeld in het Millennium Stadium in Cardiff, Wales.
| Londen (Twickenham) | Londen (Wembley) | Cardiff | Manchester | Londen (Stratford)     |
| ------------------- | --- | --- | --- | ---------------------- |
| Twickenham Stadium  | Wembley Stadium | Millennium Stadium | City of Manchester Stadium | Olympic Stadium        |
| Capaciteit: 82.000  | Capaciteit: 90.000 | Capaciteit: 74.500 | Capaciteit: 60.000 | Capaciteit: 54.000     |
|                     | | | |                        |
| Newcastle upon Tyne | · Twickenham Wembley Cardiff Manchester Stratford Newcastle upon Tyne Birmingham Leeds Leicester Gloucester Milton Keynes Falmer Exeter Locatie speelsteden WK Rugby 2015 | · Twickenham Wembley Cardiff Manchester Stratford Newcastle upon Tyne Birmingham Leeds Leicester Gloucester Milton Keynes Falmer Exeter Locatie speelsteden WK Rugby 2015 | · Twickenham Wembley Cardiff Manchester Stratford Newcastle upon Tyne Birmingham Leeds Leicester Gloucester Milton Keynes Falmer Exeter Locatie speelsteden WK Rugby 2015 | Birmingham             |
| St. James' Park     | · Twickenham Wembley Cardiff Manchester Stratford Newcastle upon Tyne Birmingham Leeds Leicester Gloucester Milton Keynes Falmer Exeter Locatie speelsteden WK Rugby 2015 | · Twickenham Wembley Cardiff Manchester Stratford Newcastle upon Tyne Birmingham Leeds Leicester Gloucester Milton Keynes Falmer Exeter Locatie speelsteden WK Rugby 2015 | · Twickenham Wembley Cardiff Manchester Stratford Newcastle upon Tyne Birmingham Leeds Leicester Gloucester Milton Keynes Falmer Exeter Locatie speelsteden WK Rugby 2015 | Villa Park             |
| Capaciteit: 52.387  | · Twickenham Wembley Cardiff Manchester Stratford Newcastle upon Tyne Birmingham Leeds Leicester Gloucester Milton Keynes Falmer Exeter Locatie speelsteden WK Rugby 2015 | · Twickenham Wembley Cardiff Manchester Stratford Newcastle upon Tyne Birmingham Leeds Leicester Gloucester Milton Keynes Falmer Exeter Locatie speelsteden WK Rugby 2015 | · Twickenham Wembley Cardiff Manchester Stratford Newcastle upon Tyne Birmingham Leeds Leicester Gloucester Milton Keynes Falmer Exeter Locatie speelsteden WK Rugby 2015 | Capaciteit: 42.788     |
|                     | · Twickenham Wembley Cardiff Manchester Stratford Newcastle upon Tyne Birmingham Leeds Leicester Gloucester Milton Keynes Falmer Exeter Locatie speelsteden WK Rugby 2015 | · Twickenham Wembley Cardiff Manchester Stratford Newcastle upon Tyne Birmingham Leeds Leicester Gloucester Milton Keynes Falmer Exeter Locatie speelsteden WK Rugby 2015 | · Twickenham Wembley Cardiff Manchester Stratford Newcastle upon Tyne Birmingham Leeds Leicester Gloucester Milton Keynes Falmer Exeter Locatie speelsteden WK Rugby 2015 |                        |
| Leeds               | · Twickenham Wembley Cardiff Manchester Stratford Newcastle upon Tyne Birmingham Leeds Leicester Gloucester Milton Keynes Falmer Exeter Locatie speelsteden WK Rugby 2015 | · Twickenham Wembley Cardiff Manchester Stratford Newcastle upon Tyne Birmingham Leeds Leicester Gloucester Milton Keynes Falmer Exeter Locatie speelsteden WK Rugby 2015 | · Twickenham Wembley Cardiff Manchester Stratford Newcastle upon Tyne Birmingham Leeds Leicester Gloucester Milton Keynes Falmer Exeter Locatie speelsteden WK Rugby 2015 | Leicester              |
| Elland Road         | · Twickenham Wembley Cardiff Manchester Stratford Newcastle upon Tyne Birmingham Leeds Leicester Gloucester Milton Keynes Falmer Exeter Locatie speelsteden WK Rugby 2015 | · Twickenham Wembley Cardiff Manchester Stratford Newcastle upon Tyne Birmingham Leeds Leicester Gloucester Milton Keynes Falmer Exeter Locatie speelsteden WK Rugby 2015 | · Twickenham Wembley Cardiff Manchester Stratford Newcastle upon Tyne Birmingham Leeds Leicester Gloucester Milton Keynes Falmer Exeter Locatie speelsteden WK Rugby 2015 | Leicester City Stadium |
| Capaciteit: 37.900  | · Twickenham Wembley Cardiff Manchester Stratford Newcastle upon Tyne Birmingham Leeds Leicester Gloucester Milton Keynes Falmer Exeter Locatie speelsteden WK Rugby 2015 | · Twickenham Wembley Cardiff Manchester Stratford Newcastle upon Tyne Birmingham Leeds Leicester Gloucester Milton Keynes Falmer Exeter Locatie speelsteden WK Rugby 2015 | · Twickenham Wembley Cardiff Manchester Stratford Newcastle upon Tyne Birmingham Leeds Leicester Gloucester Milton Keynes Falmer Exeter Locatie speelsteden WK Rugby 2015 | Capaciteit: 32.262     |
|                     | · Twickenham Wembley Cardiff Manchester Stratford Newcastle upon Tyne Birmingham Leeds Leicester Gloucester Milton Keynes Falmer Exeter Locatie speelsteden WK Rugby 2015 | · Twickenham Wembley Cardiff Manchester Stratford Newcastle upon Tyne Birmingham Leeds Leicester Gloucester Milton Keynes Falmer Exeter Locatie speelsteden WK Rugby 2015 | · Twickenham Wembley Cardiff Manchester Stratford Newcastle upon Tyne Birmingham Leeds Leicester Gloucester Milton Keynes Falmer Exeter Locatie speelsteden WK Rugby 2015 |                        |
| Gloucester          | Milton Keynes (Bletchley) | Falmer (Brighton) | Exeter |                        |
| Kingsholm Stadium   | Stadium MK | Brighton Community Stadium | Sandy Park |                        |
| Capaciteit: 16.500  | Capaciteit: 32.000 | Capaciteit: 30.750 | Capaciteit: 20.600 |                        |
|                     | | | |                        |

## Gekwalificeerde teams
| Competitie                     | Data                          | Locatie       | Aantal plaatsen | Gekwalificeerd                                                                                      |
| ------------------------------ | ----------------------------- | ------------- | --------------- | --------------------------------------------------------------------------------------------------- |
| Gastland                       | 28 juli 2009                  | –             | 1               | Engeland                                                                                            |
| wereldkampioenschap rugby 2011 | 9 september - 23 oktober 2011 | Nieuw-Zeeland | 11 (12*)        | Nieuw-Zeeland Frankrijk Australië Wales Zuid-Afrika Ierland Argentinië Schotland Samoa Italië Tonga |
| Kwalificatie Amerika           | 24 maart 2012 - 29 maart 2014 | Meerdere      | 2               | Canada Verenigde Staten                                                                             |
| Kwalificatie Europa            | 6 oktober 2012 - 24 mei 2014  | Meerdere      | 2               | Georgië Roemenië                                                                                    |
| Kwalificatie Azië              | 15 april 2012 - 25 mei 2014   | Meerdere      | 1               | Japan                                                                                               |
| Kwalificatie Oceanië           | 6 juli 2013 - 28 juni 2014    | Meerdere      | 1               | Fiji                                                                                                |
| Kwalificatie Afrika            | 4 juli 2012 - 6 juli 2014     | Meerdere      | 1               | Namibië                                                                                             |
| Intercontinentale kwalificatie | 2 augustus - 11 oktober 2014  | Meerdere      | 1               | Uruguay                                                                                             |
| Totaal                         |                               |               | 20              | |

*Omdat gastland Engeland bij de beste twaalf landen eindigde op het WK rugby 2011, kwalificeerden zich maar elf landen via deze manier

## Groepsfase
De loting voor de groepsfase werd verricht in Tate Modern op 3 december 2012.
De pottenindeling was als volgt:
- Pot 1: Nieuw-Zeeland, Zuid-Afrika, Australië en Frankrijk
- Pot 2: Engeland, Ierland, Samoa, Argentinië
- Pot 3: Wales, Italië, Tonga, Schotland
- Pot 4: Oceanië 1, Europa 1, Azië 1, Amerika 1
- Pot 5: Afrika 1, Europa 2, Amerika 2, Winnaar play-off

Pas na de loting plaatsten de laatste acht landen zich voor het WK. Op de plek van Oceanië 1 kwam Fiji, Europa 1 werd Georgië, Azië 1 werd Japan, Amerika 1 werd Canada, namens Afrika plaatste Namibië zich, Europa 2 werd Roemenië, Amerika 2 werd het team van de Verenigde Staten en tot slot won Uruguay de intercontinentale play-off.
| Legenda                                                                       | Legenda |
| ----------------------------------------------------------------------------- | ------- |
| Gekwalificeerd voor de kwartfinales en het wereldkampioenschap rugby 2019     |         |
| Uitgeschakeld maar wel gekwalificeerd voor het wereldkampioenschap rugby 2019 |         |

### Groep A
| Team      | AW | G | G | V | TF | PF  | PA  | +/−  | BP | Ptn |
| --------- | -- | - | - | - | -- | --- | --- | ---- | -- | --- |
| Australië | 4  | 4 | 0 | 0 | 17 | 141 | 35  | +106 | 1  | 17  |
| Wales     | 4  | 3 | 0 | 1 | 11 | 111 | 62  | +49  | 1  | 13  |
| Engeland  | 4  | 2 | 0 | 2 | 16 | 133 | 75  | +58  | 3  | 11  |
| Fiji      | 4  | 1 | 0 | 3 | 10 | 84  | 101 | –47  | 1  | 5   |
| Uruguay   | 4  | 0 | 0 | 4 | 2  | 30  | 226 | –196 | 0  | 0   |

| 18 september 2015 | Engeland  | 35 – 11 | Fiji      | Twickenham Stadium, Londen             |
| 20 september 2015 | Wales     | 54 – 9  | Uruguay   | Millennium Stadium, Cardiff            |
| 23 september 2015 | Australië | 28 – 13 | Fiji      | Millennium Stadium, Cardiff            |
| 26 september 2015 | Engeland  | 25 – 28 | Wales     | Twickenham Stadium, Londen             |
| 27 september 2015 | Australië | 65 – 3  | Uruguay   | Villa Park, Birmingham                 |
| 1 oktober 2015    | Wales     | 23 – 13 | Fiji      | Millennium Stadium, Cardiff            |
| 3 oktober 2015    | Engeland  | 13 – 33 | Australië | Twickenham Stadium, Londen             |
| 6 oktober 2015    | Fiji      | 47 – 15 | Uruguay   | Stadium:mk, Milton Keynes              |
| 10 oktober 2015   | Australië | 15 – 6  | Wales     | Twickenham Stadium, Londen             |
| 10 oktober 2015   | Engeland  | 60 – 3  | Uruguay   | City of Manchester Stadium, Manchester |

### Groep B
| Team             | AW | G | G | V | TF | PF  | PA  | +/−  | BP | Ptn |
| ---------------- | -- | - | - | - | -- | --- | --- | ---- | -- | --- |
| Zuid-Afrika      | 4  | 3 | 0 | 1 | 23 | 176 | 56  | +120 | 4  | 16  |
| Schotland        | 4  | 3 | 0 | 1 | 14 | 136 | 93  | +43  | 2  | 14  |
| Japan            | 4  | 3 | 0 | 1 | 9  | 98  | 100 | –2   | 0  | 12  |
| Samoa            | 4  | 1 | 0 | 3 | 7  | 69  | 124 | –55  | 2  | 6   |
| Verenigde Staten | 4  | 0 | 0 | 4 | 5  | 50  | 156 | –106 | 0  | 0   |

| 19 september 2015 | Zuid-Afrika      | 32 – 34 | Japan            | Brighton Community Stadium, Brighton |
| 20 september 2015 | Samoa            | 25 – 16 | Verenigde Staten | Brighton Community Stadium, Brighton |
| 23 september 2015 | Schotland        | 45 – 10 | Japan            | Kingsholm, Gloucester                |
| 26 september 2015 | Zuid-Afrika      | 46 – 6  | Samoa            | Villa Park, Birmingham               |
| 27 september 2015 | Schotland        | 39 – 16 | Verenigde Staten | Elland Road, Leeds                   |
| 3 oktober 2015    | Samoa            | 5 – 26  | Japan            | Stadium:mk, Milton Keynes            |
| 3 oktober 2015    | Zuid-Afrika      | 34 – 16 | Schotland        | St. James' Park, Newcastle           |
| 7 oktober 2015    | Zuid-Afrika      | 64 – 0  | Verenigde Staten | Olympisch Stadion, Londen            |
| 10 oktober 2015   | Samoa            | 33 – 36 | Schotland        | St. James' Park, Newcastle           |
| 11 oktober 2015   | Verenigde Staten | 18 – 28 | Japan            | Kingsholm, Gloucester                |

### Groep C
| Team          | AW | G | G | V | TF | PF  | PA  | +/−  | BP | Ptn |
| ------------- | -- | - | - | - | -- | --- | --- | ---- | -- | --- |
| Nieuw-Zeeland | 4  | 4 | 0 | 0 | 25 | 174 | 49  | +125 | 3  | 19  |
| Argentinië    | 4  | 3 | 0 | 1 | 22 | 179 | 70  | +109 | 3  | 15  |
| Georgië       | 4  | 2 | 0 | 2 | 5  | 53  | 123 | –70  | 0  | 8   |
| Tonga         | 4  | 1 | 0 | 3 | 8  | 70  | 130 | –60  | 2  | 6   |
| Namibië       | 4  | 0 | 0 | 4 | 8  | 70  | 174 | –104 | 1  | 1   |

| 19 september 2015 | Tonga         | 10 – 17 | Georgië    | Kingsholm, Gloucester         |
| 20 september 2015 | Nieuw-Zeeland | 26 – 16 | Argentinië | Wembley Stadium, Londen       |
| 24 september 2015 | Nieuw-Zeeland | 58 – 14 | Namibië    | Olympisch Stadion, Londen     |
| 25 september 2015 | Argentinië    | 54 – 9  | Georgië    | Kingsholm, Gloucester         |
| 29 september 2015 | Tonga         | 35 – 21 | Namibië    | Sandy Park, Exeter            |
| 2 oktober 2015    | Nieuw-Zeeland | 43 – 10 | Georgië    | Millennium Stadium, Cardiff   |
| 4 oktober 2015    | Argentinië    | 45 – 16 | Tonga      | King Power Stadium, Leicester |
| 7 oktober 2015    | Namibië       | 16 – 17 | Georgië    | Sandy Park, Exeter            |
| 9 oktober 2015    | Nieuw-Zeeland | 47 – 9  | Tonga      | St. James' Park, Newcastle    |
| 11 oktober 2015   | Argentinië    | 64 – 19 | Namibië    | King Power Stadium, Leicester |

### Groep D
| Team      | AW | G | G | V | TF | PF  | PA  | +/− | BP | Ptn |
| --------- | -- | - | - | - | -- | --- | --- | --- | -- | --- |
| Ierland   | 4  | 4 | 0 | 0 | 16 | 134 | 35  | +99 | 2  | 18  |
| Frankrijk | 4  | 3 | 0 | 1 | 12 | 120 | 63  | +57 | 2  | 14  |
| Italië    | 4  | 2 | 0 | 2 | 7  | 74  | 88  | –14 | 2  | 10  |
| Roemenië  | 4  | 1 | 0 | 3 | 7  | 60  | 129 | –69 | 0  | 4   |
| Canada    | 4  | 0 | 0 | 4 | 7  | 58  | 131 | –73 | 2  | 2   |

| 19 september 2015 | Ierland   | 50 – 7  | Canada   | Millennium Stadium, Cardiff   |
| 19 september 2015 | Frankrijk | 32 – 10 | Italië   | Twickenham Stadium, Londen    |
| 23 september 2015 | Frankrijk | 38 – 11 | Roemenië | Olympisch Stadion, Londen     |
| 26 september 2015 | Italië    | 23 – 18 | Canada   | Elland Road, Leeds            |
| 27 september 2015 | Ierland   | 44 – 10 | Roemenië | Wembley Stadium, Londen       |
| 1 oktober 2015    | Frankrijk | 41 – 18 | Canada   | Stadium:mk, Milton Keynes     |
| 4 oktober 2015    | Ierland   | 16 – 9  | Italië   | Olympisch Stadion, Londen     |
| 6 oktober 2015    | Canada    | 15 – 17 | Roemenië | King Power Stadium, Leicester |
| 11 oktober 2015   | Italië    | 32 – 22 | Roemenië | Sandy Park, Exeter            |
| 11 oktober 2015   | Frankrijk | 9 – 24  | Ierland  | Millennium Stadium, Cardiff   |

## Knock-outfase

### Kwartfinales
| 17 oktober 2015 17:00 | Zuid-Afrika | 23 – 19 | Wales | Twickenham Stadium, Londen |
| 17 oktober 2015 17:00 |             |         |       | Twickenham Stadium, Londen |

| 17 oktober 2015 21:00 | Nieuw-Zeeland | 62 – 13 | Frankrijk | Millennium Stadium, Cardiff |
| 17 oktober 2015 21:00 |               |         |           | Millennium Stadium, Cardiff |

| 18 oktober 2015 14:00 | Ierland | 20 – 43 | Argentinië | Millennium Stadium, Cardiff |
| 18 oktober 2015 14:00 |         |         |            | Millennium Stadium, Cardiff |

| 18 oktober 2015 17:00 | Australië | 35 – 34 | Schotland | Twickenham Stadium, Londen |
| 18 oktober 2015 17:00 |           |         |           | Twickenham Stadium, Londen |

### Halve finales
| 24 oktober 2015 17:00 | Zuid-Afrika | 18 – 20 | Nieuw-Zeeland | Twickenham Stadium, Londen |
| 24 oktober 2015 17:00 |             |         |               | Twickenham Stadium, Londen |

| 25 oktober 2015 17:00 | Argentinië | 15 – 29 | Australië | Twickenham Stadium, Londen |
| 25 oktober 2015 17:00 |            |         |           | Twickenham Stadium, Londen |

### Kleine finale
| 30 oktober 2015 21:00 | Zuid-Afrika | 24 – 13 | Argentinië | Olympisch Stadion, Londen |
| 30 oktober 2015 21:00 |             |         |            | Olympisch Stadion, Londen |

### Finale
| 31 oktober 2015 17:00 | Nieuw-Zeeland | 34 – 17 | Australië | Twickenham Stadium, Londen |
| 31 oktober 2015 17:00 |               |         |           | Twickenham Stadium, Londen |